# Scopula altimontana
Scopula altimontana är en fjärilsart som beskrevs av Claude Herbulot 1972. Scopula altimontana ingår i släktet Scopula och familjen mätare. Inga underarter finns listade.